# New Jersey Nets 1983-1984
La stagione 1983-84 dei New Jersey Nets fu l'8ª nella NBA per la franchigia.
I New Jersey Nets arrivarono quarti nella Atlantic Division della Eastern Conference con un record di 45-37. Nei play-off vinsero il primo turno con i Philadelphia 76ers (3-2), perdendo poi la semifinale di conference con i Milwaukee Bucks (4-2).

## Roster
| N° | Naz.                   | Ruolo | Sportivo               | Anno | Alt. | Peso |
| -- | ---------------------- | ----- | ---------------------- | ---- | ---- | ---- |
| 1  | Stati Uniti (bandiera) | G     | Foots Walker           | 1951 | 183  | 78   |
| 10 | Stati Uniti (bandiera) | G     | Otis Birdsong          | 1955 | 191  | 86   |
| 11 | Stati Uniti (bandiera) | G     | Mark Jones             | 1961 | 185  | 79   |
| 12 | Stati Uniti (bandiera) | G     | Darwin Cook            | 1958 | 191  | 83   |
| 14 | Stati Uniti (bandiera) | G     | Kelvin Ransey          | 1958 | 185  | 77   |
| 20 | Stati Uniti (bandiera) | GA    | Micheal Ray Richardson | 1955 | 196  | 86   |
| 23 | Stati Uniti (bandiera) | A     | Bruce Kuczenski        | 1961 | 208  | 104  |
| 31 | Stati Uniti (bandiera) | GA    | Mike O'Koren           | 1958 | 201  | 94   |
| 33 | Stati Uniti (bandiera) | AC    | Reggie Johnson         | 1957 | 206  | 93   |
| 34 | Stati Uniti (bandiera) | AC    | Bill Willoughby        | 1957 | 203  | 93   |
| 42 | Stati Uniti (bandiera) | C     | Mike Gminski           | 1959 | 211  | 113  |
| 52 | Stati Uniti (bandiera) | AC    | Buck Williams          | 1960 | 203  | 98   |
| 53 | Stati Uniti (bandiera) | C     | Darryl Dawkins         | 1957 | 211  | 114  |
| 55 | Stati Uniti (bandiera) | GA    | Albert King            | 1959 | 198  | 86   |

## Staff tecnico
- Allenatore: Stan Albeck
- Vice-allenatori: John Killilea, Herman Kull